# Ancylorhynchus farinosus
Ancylorhynchus farinosus là một loài ruồi trong họ Asilidae. Ancylorhynchus farinosus được Becker trong Becker & Stein miêu tả năm 1913. Loài này phân bố ở vùng Cổ Bắc giới và châu Á.